# Joachim Friedrich von Beust

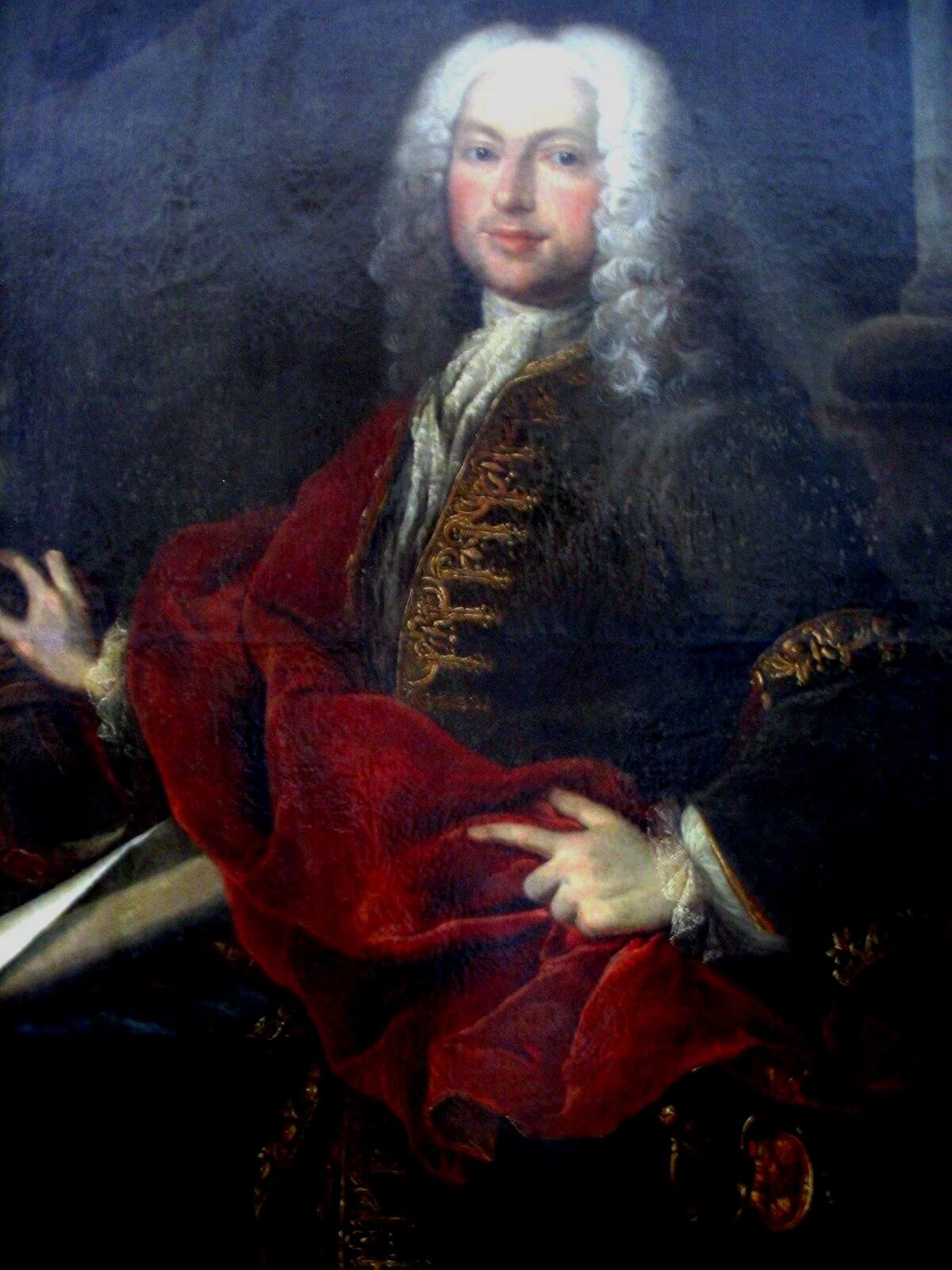
Joachim Friedrich von Beust, Gemälde von Johann Rudolf Dälliker (1737)

Joachim Friedrich Freiherr von Beust (* 26. Dezember 1697 in Obergöltzsch; † 21. März 1771 in Neusulza) war ein deutscher Jurist und Naturwissenschaftler, der als Fachmann für den Bau von Salinen bekannt geworden ist.

## Leben

### Familie, Ausbildung
Er stammte aus einem alten altmärkischen Adelsgeschlechts, das urkundlich erstmals 1228 mit Henricus de Bujez, nobilis erscheint. Sein Vater war der gleichnamigen Freiherr Joachim Friedrich von Beust (1661–1741), seine Mutter Johanna von der Planitz und Erbin von Liebau.
Nach der Schule studierte er Jurisprudenz, Naturwissenschaften und erwarb sich ein bedeutendes geologisches, physikalisches und technisches Wissen. Sein besonderes Interesse galt der Georgius Agricola 1557 beschriebenen und damals auch wirtschaftlich bedeutenden Salzgewinnung und ihrer Optimierung durch den Bau von Gradierwerken. Hierbei hatte 1716 hatte Salzmeister Joseph Tedesco in Nauheim die Schwarzdorngradierung eingeführt, die die Strohgradierung ablöste. Sie sorgte für eine sauberere Qualität der Sole und reduzierte den Holzverbrauch und damit die Kosten des Betriebs erheblich.

### Sachsen-Weimar: Wilhelmglücksbrunn, Salzhausen

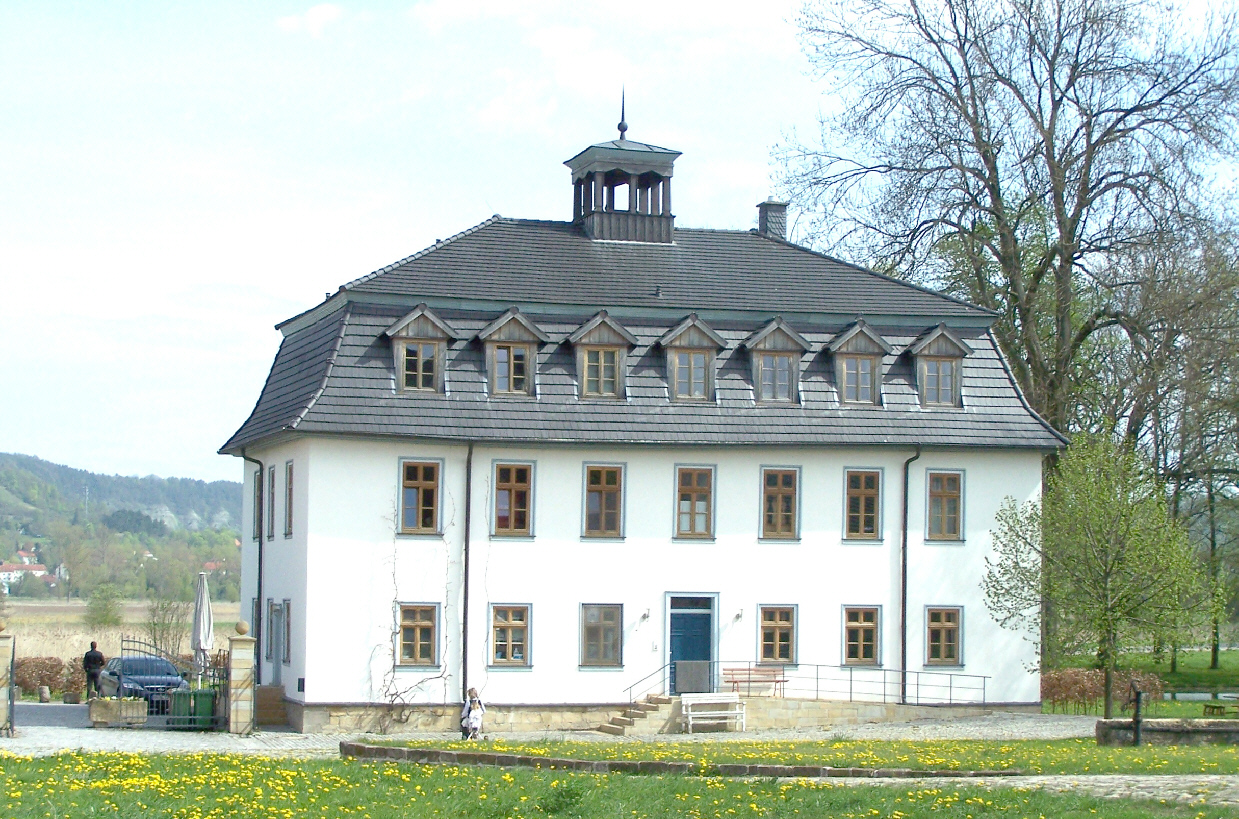
Hauptgebäude der Saline Wilhelmglücksbrunn

10 Jahre nach dem Erfolg in Bad Nauheim konzipierte von Beust auf der Saline Wilhelmsglücksbrunn bei Creuzburg an der Werra auch ein mit Schwarzdorn-Hecken bestücktes Gradierhaus. Es folgten 1727 der Ausbau von Salzhausen bei Nidda. So erwarb er sich einen Namen als Fachmann für den Bau effektiver und produktiver Gradierwerke in Europa.

### Schweiz: Bex und Aigle
1733 engagierte von Beust sich auch auf der Saline Bex im Kanton Bern in der Schweiz. Die dort seit dem 16. Jahrhundert bekannten Salzminen, wurden seit 1680 systematisch ausgebaut und hatten schließlich eine Stollenlänge von insgesamt rund 50 km. Anfang 1737 arbeitete von Beust auch auf der Saline Aigle im Wallis. Es wurden eine Salzwasserleitung gebaut und Gradierhäuser errichtet. Diese wurden allerdings 1798 nach Bex verlegt.

### Kurpfalz: Dürkheim und Kreuznach

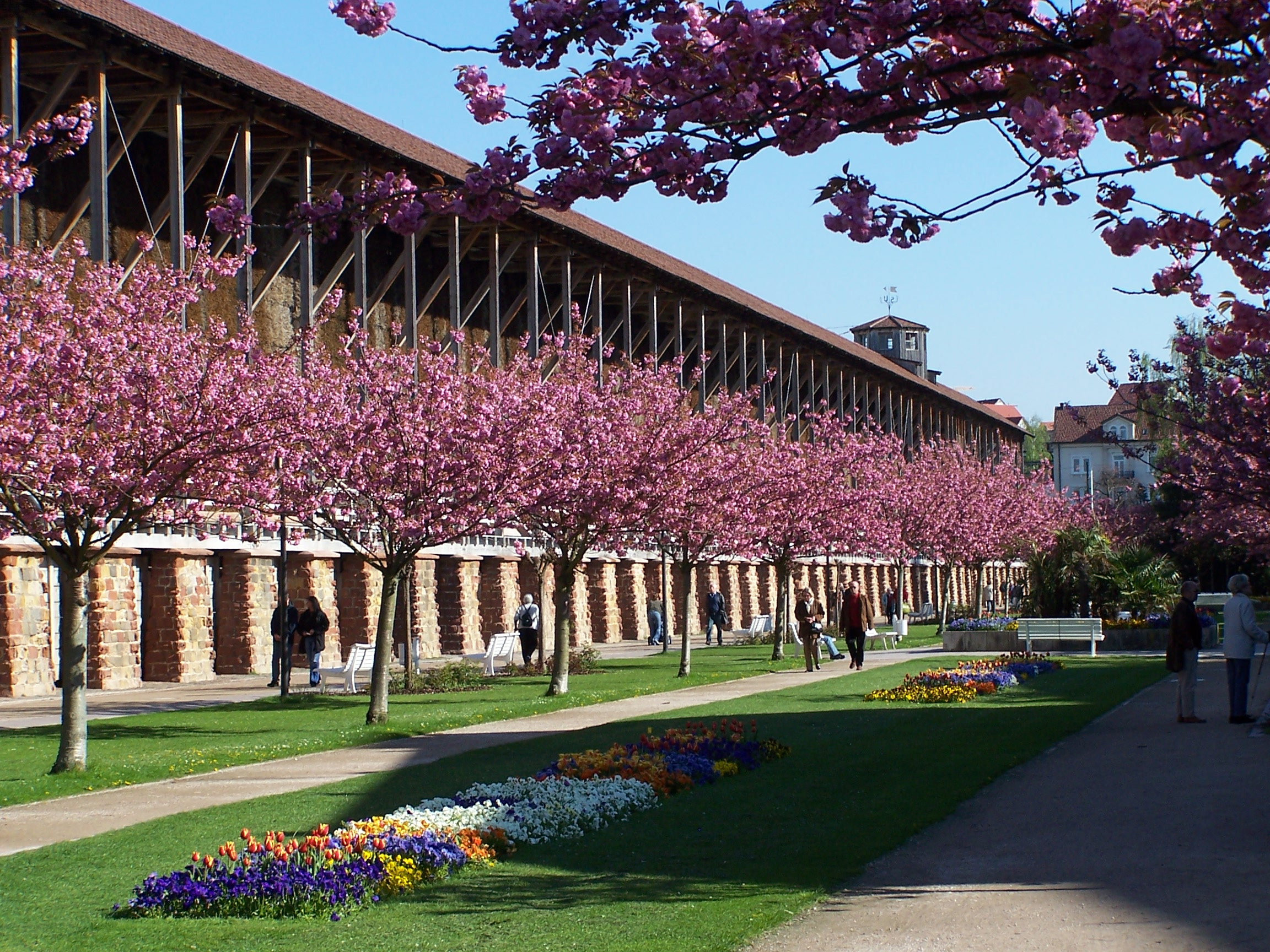
Gradierwerk Bad Dürkheim

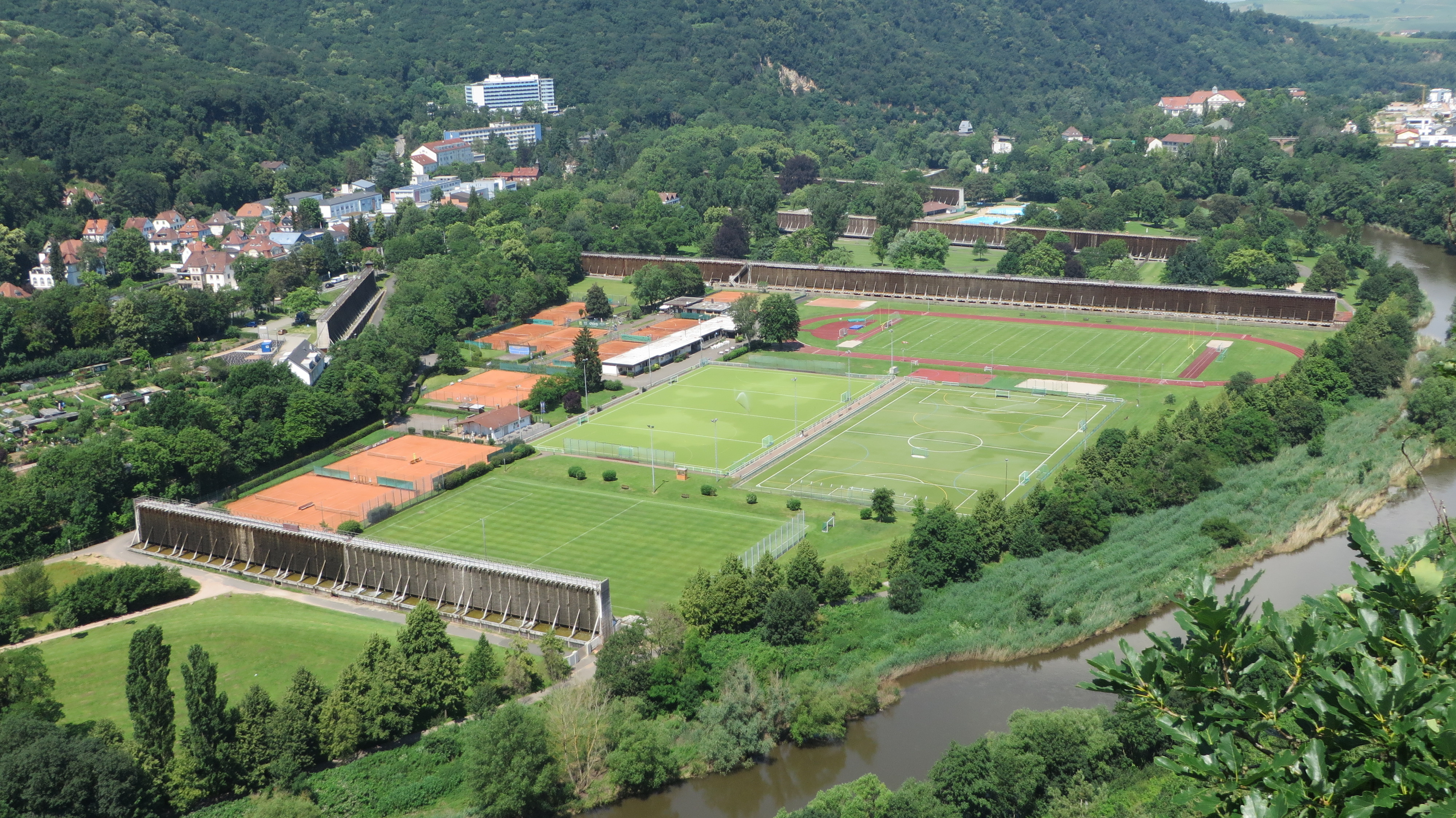
Gradierwerke Bad Kreuznach

Im Osten der Stadt Dürkheim war bereits 1594 auf dem Gelände des 1571 aufgelösten Benediktinerinnenklosters Schönfeld eine erste Saline, die Schönfelder Salzhütte, erbaut worden, die jedoch infolge des Dreißigjährigen Krieges im 17. Jahrhundert aufgegeben worden war. 1716 wurde das Gelände an den Elsässer Georg Jakob Duppert verkauft, der die Saline wieder instand setzte und unter der Bezeichnung „Duppert’sches Gradierwerk“ betrieb. 1736 ging das Eigentum an die Kurpfalz über. Der Kurfürst Karl Philipp von der Pfalz beauftragte von Beust mit einer Gesamtkonzeption und dem Bau eines Gradierwerkes. Die Saline erhielt nach dem Kurfürst den Namen „Philippshall“. Zum Betrieb der Pumpen verwendete man das Wasser der durch die Stadt fließenden Isenach; für den Antransport des benötigten Holzes, das mittels Triftung auf Speyerbach und Rehbach aus dem Neustadter Tal kam, wurde als Verbindung zwischen Rehbach und Isenach eigens der Floßbach ausgehoben. In der Folgezeit wurden fünf weitere Gradierwerke errichtet, die das Salz der Saline Philippshall nutzten. Die größte von ihnen war das von Beust erbaute Gradierhaus Churpfaltz mit einer Länge von 2506 Fuß und 10 Zoll, also etwa 731 m. Diese produzierte dank der neu eingeführten Technik der Dorngradierung 6600 Malter Salz jährlich, das in der zweiten Hälfte des 18. Jahrhunderts eine große Bekanntheit gewann. Von Beust erhielt den achten Teil des Gewinns auf Lebenszeit. Dafür verpflichtete er sich, „so oft als nötig in Dürkheim zu erscheinen“. Im gleichen Jahr erstellte Beust für den Kurfürsten ein Gutachten über die Ausbeutung von Salzquellen im Nahetal, in dem er nachwies, dass man nahe dem bestehenden Salzwerk Karlshalle weitere Solequellen erschließen könne, die mittels moderner Gradierung rentabel bewirtschaftet werden könnten.
Die alte Kreuznacher Saline Karlshalle stammte aus dem Jahr 1729 und besaß lediglich zwei Gradierwerke. 1743 griff Karl Phillips Nachfolger, der neue Kurfürst Karl Theodor von der Pfalz den Vorschlag von Beusts zum Bau einer neuen Saline oberhalb der Karlshalle auf und berief den Freiherrn ins Nahetal. Er erteilte der neu gegründeten „Hermann’schen Salinen-Societät“ das Recht, beim Sulzer Hof ein zweites Salzwerk zu errichten und auf 30 Jahre zu betreiben. Von Beust übernahm die Planung und den Bau des neuen Salzwerks, ließ die Quellen bzw. Brunnen erschließen, das Sudhaus, die Leitungen, Triebwerksgräben und die Arbeiterhäuser bauen und errichtete die heute nur noch teilweise vorhandenen neun Gradierhäuser, acht quer zur Nahe und ein neuntes an der heutigen Zufahrt zu den Sportplätzen. Er führte die sogenannte Tröpfelgradierung ein, durch die die Zerstäubung und damit die Verdunstung der Sole verbessert wurde, und ließ auch die Gradierhäuser der Karlshalle entsprechend umbauen. Das Sieden und Gradieren galt im 18. Jh. noch als besonderes Handwerk. Auch hierbei setzte von Beust Neuerungen durch. Die Kreuznacher Salinen waren gewaltig. Die Gradierhäuser I–III hatten eine Länge von ca. 310 m, die weiter flussaufwärts liegenden waren, bedingt durch das enger werdende Tal, etwas kürzer. Insgesamt war die Theodorshaller Anlage über zwei Kilometer lang und erzeugten bald jährlich ca. 12.000 Malter Salz.

### Bruchsal
Der Fürstbischof von Speyer Kardinal Hugo Damian von Schönborn hatte bereits 1721 an den Solequellen im Norden Bruchsals ein Siedehaus errichten lassen, das Monopol im Fürstbistum erhielt. Von Schönborns Nachfolger Franz Christoph von Hutten erhielt er 1746 einen Planungsauftrag zu einer neuen Saline in der südlichen Vorstadt von Bruchsal. 1748 wurde der Grundstein gelegt. Die Saline war bis 1824 in Betrieb.

### Dänemark
Ab Sommer 1737 arbeitete von Beust im Auftrag des dänischen Königs Christian VI. auf der Saline Christianshavn. 1739 erhielt er zudem den Auftrag zur Reorganisation der Saline Narverod bei Kopenhagen und wurde Generaldirektor für den Salzhandel und die Salzversorgung Dänemarks.

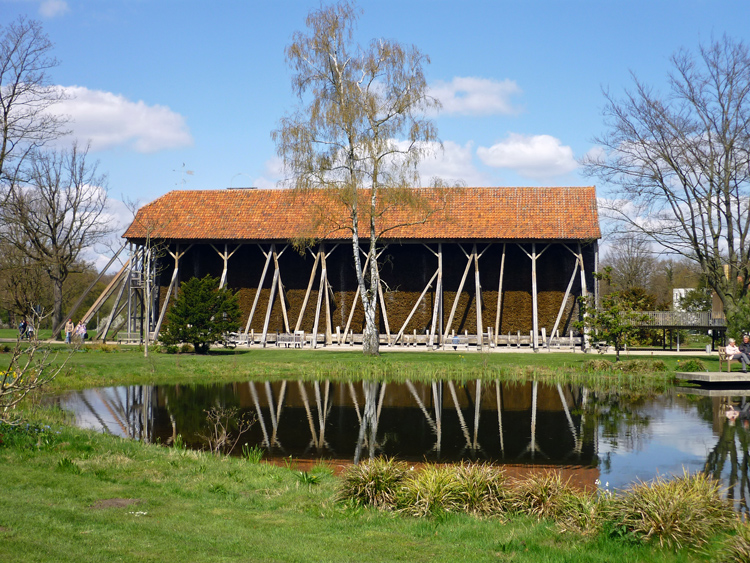
Gradierwerk Gottesgabe bei Bentlage

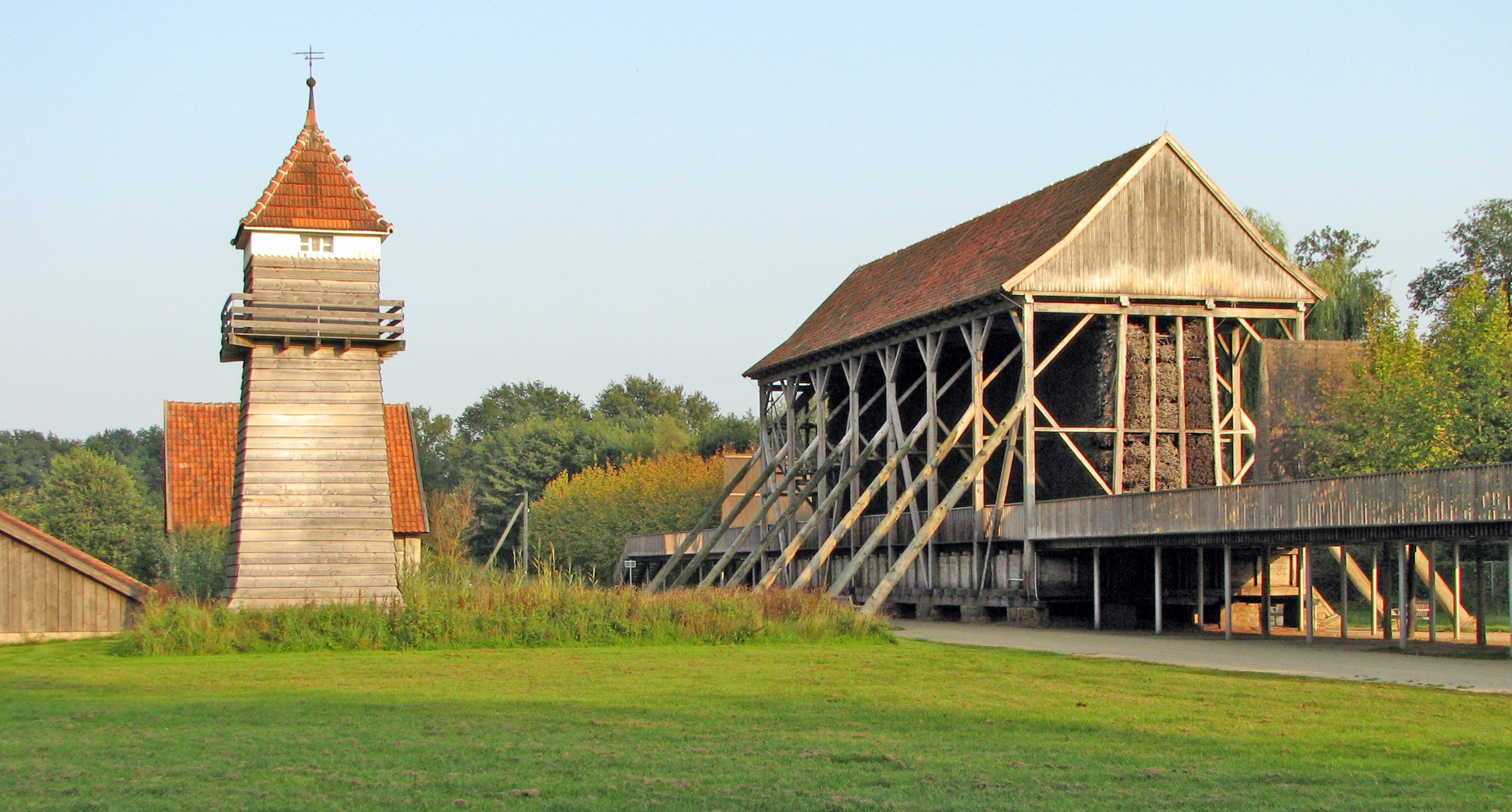
Saline

### Bentlage bei Rheine
Nachdem die von der Familie von Veelen betriebene Saline Gottesgabe 1743 einen Verlust von 541 Reichsthalern gebracht hatte, übernahm der Fürstbischof Clemens August von Bayern selbst den Betrieb und berief von Beust als "Fachpromotor" an das Hochstift Münster. Dessen Untersuchungen ergaben, dass die Salzstätten in Bentlage bei Rheine im Vergleich zu den Stätten Huxberg und Rodenberg als die gewinnbringendsten anzusehen waren. Auch waren die Möglichkeiten zum Betrieb eines wasserbetriebenen Förderrades zur Dorngradierung wesentlich besser. Angesichts des hohen Finanzbedarfes entschloss sich Clemens August, eine private Aktiengesellschaft als Betreiber zu gründen und übertrug von Beust als Generalsalzdirektor die gesamte Verantwortung für das Salinenwesen im Hochstift. 1741 wurde die Münstersche Salinen-Societät gegründet. Von Beust gelang es, genügend Gesellschafter als Kapitalgeber aus Vertretern des reichsmittelbaren münsterländischen Adels sowie aus Vertretern der Hofkammer und der restlichen fürstbischöflichen Beamtenschaft zusammenzubekommen. Mit Johann Conrad Schlaun stand von Beust ein weiterer Fachmann zur Seite. Schlaun leitete und beaufsichtigte die Errichtung der gesamten Betriebsanlagen. Das ausgebaute Siedehaus besaß drei große Siedepfannen. Gleichzeitig wurde ein gewaltiges Dorngradierhaus errichtet, das den modernsten Ansprüchen Genüge leistete. Ab 1747 produzierte das Salzwerk in vollem Umfang. Bis 1785 wurden Ausschüttungen in einer Gesamthöhe von über 144.750 Talern geleistet, was einer jährlichen Durchschnittsrendite auf das gezeichnete Stammkapital von 11,5 % entsprach. Von Beust legte bei den beschäftigten Arbeitern großen Wert auf Fachleute und ließ daher aus verschiedenen Salinen, die ihm zudem unterstanden, wie Salzungen, Kreuznach, Creuzburg und Sulza, die Arbeiter rekrutieren. Der den Siedevorgang häufig verunreinigende Pfannenschlamm etwa wurde als sogenannter Salinendünger an die Ibbenbürener Glashütte abgeliefert. Wenngleich die Saline sehr schnell ein ansehnliches Maß in der Salzproduktion in Höhe von 300 (metrischen) Tonnen erreichte und dieses Niveau auch über das gesamte 18. Jahrhundert halten konnte, war sie dennoch über den gesamten Zeitraum nur in der Lage, ein Viertel des Salzbedarfs des gesamten Hochstifts zu decken. Der Hauptgrund für die Marktfestigkeit der Gottesgaber Produkte war deren Qualität. Hatte die Saline Gottesgabe in den ersten Jahren des Aufbaus ein wenig mit der mittelmäßigen Nachfrage zu kämpfen, setzte sich sehr rasch die herausragende Qualität des Salzes, das als äußerst rein und blendend weiß beschrieben und wegen seines festen, groben Korns geschätzt wurde, am Markt durch. Auch in dieser Beziehung machten sich das betriebliche Anreizsystem insbesondere für die Arbeiter in den Siedehäusern und die technisch äußerst fundierte Fachpromotorenschaft eines Joachim Friedrich von Beust ganz offensichtlich bemerkbar. Den Markt über die Qualität und nicht etwa über die Menge zu generieren, war von Beusts erklärte Absicht: „Was unserem Salz den Vorzug gibt, ist seine Reinheit und Helle. So ist mir lieb, daß das Volk aus Erfahrung seiht, was vor eine Differenz in der Qualität gegen andere Salze sey“.

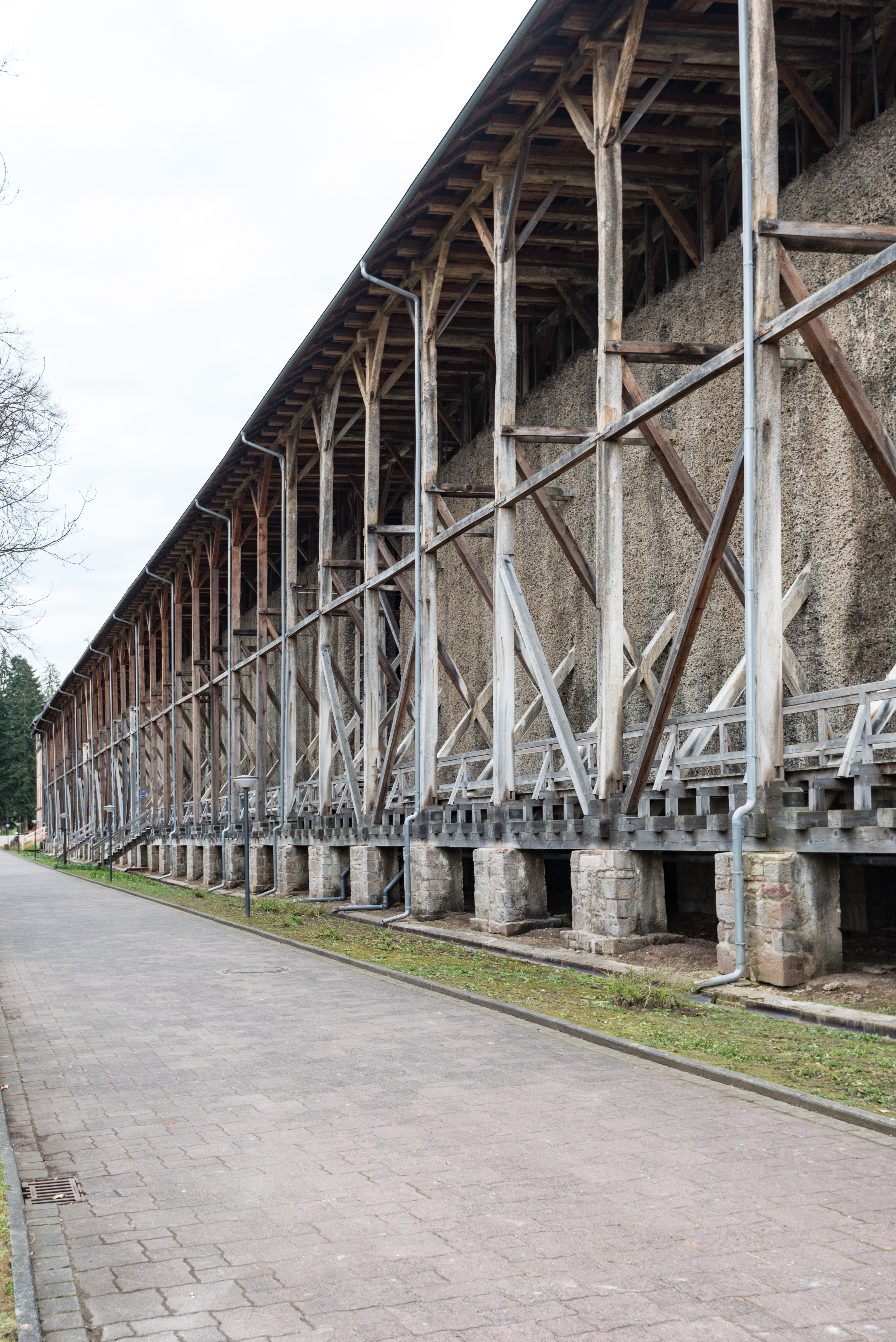
Gradierwerk Bad Orb

### Lebensabend in Unterneusulza

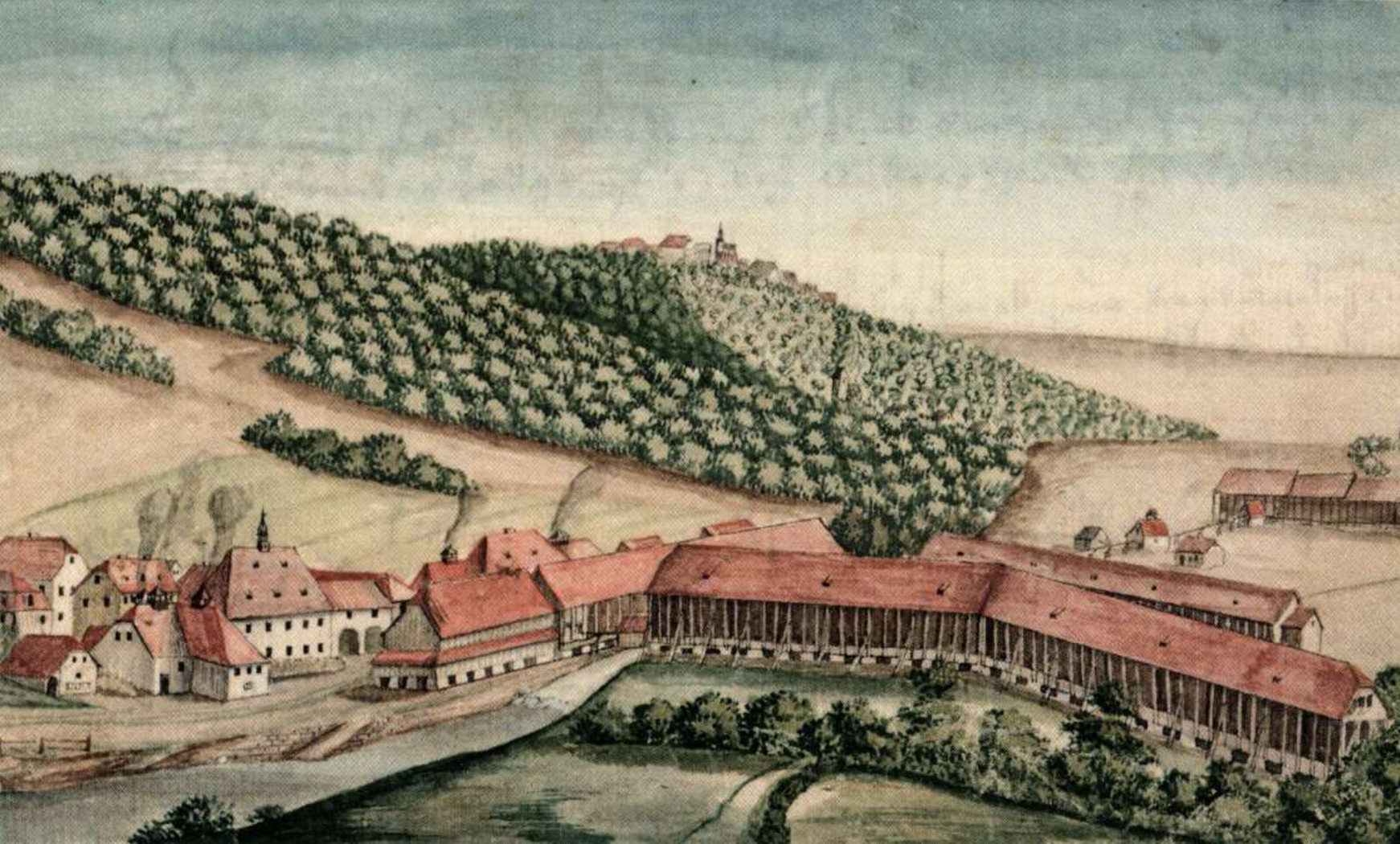
Die Saline in Neusulza (1781)

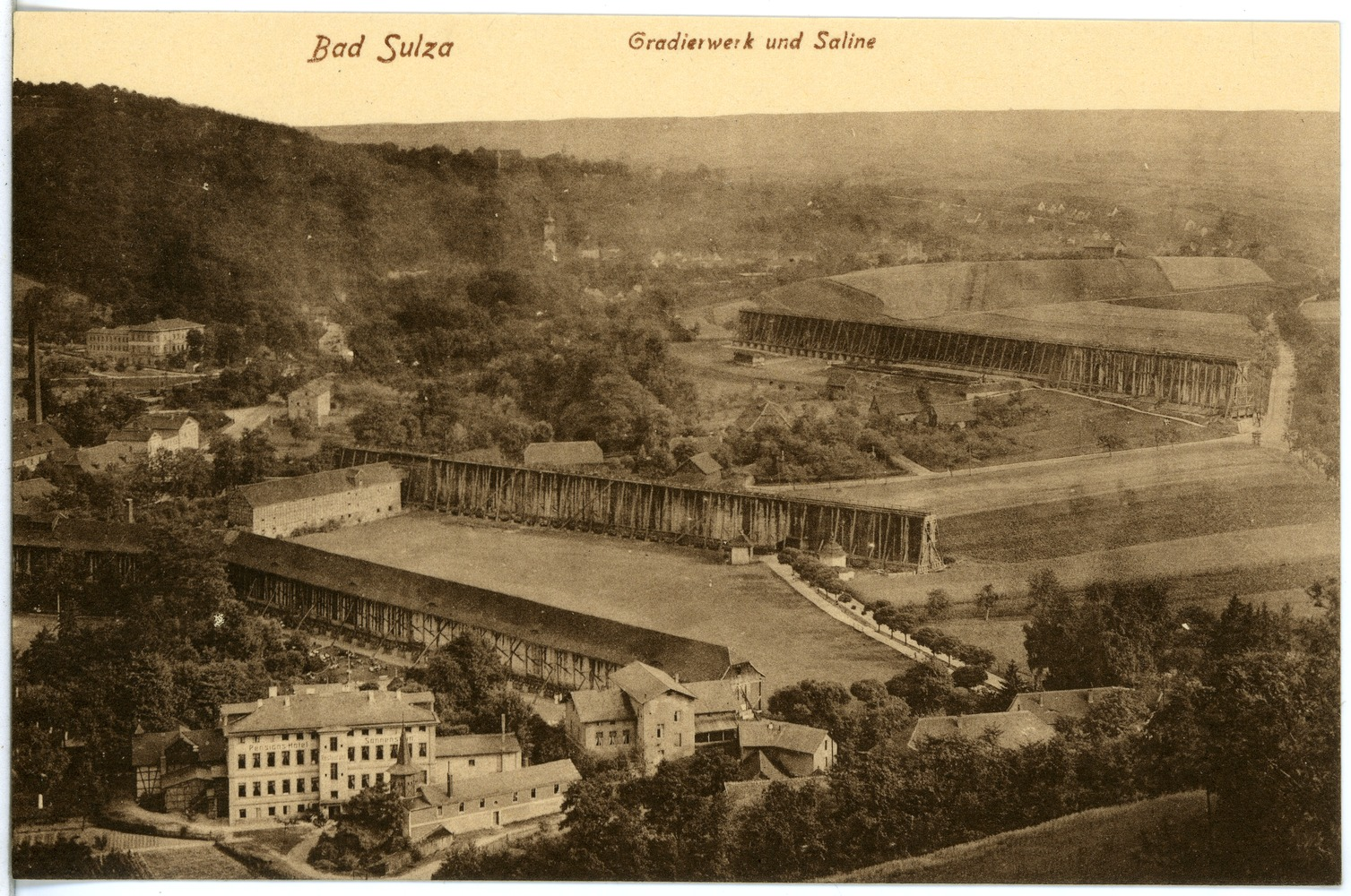
Gradierwerk Bad Sulza (1918)

1752 übernahm von Beust die bereits 1625 bestehenden Salinen in Unterneusulza im heutigen Bad Sulza, die bereits 4 Jahre zuvor auch für Freiluftinhalationen genutzt wurden, und führte sie zu neuer Blüte. Nach fast 20 Jahren starb er dort im Alter von 73 Jahren.
Begraben wurde er am 28. März 1771 in der Residenzstadt Eisenach. Im Sterbeeintrag im Eisenacher Kirchenbuch heißt es: „Begraben Abends in die Hauptkirche zu St. Georgen mit Fackeln neben dem Altar lincker Hand Ihro Excellenz Herr Joachim Friedrich Freyherr von Beust, Erblehn- und Gerichtsherr auf Neu Sulz, seiner Königlichen Maiestaet in Daenemarck und Norwegen hochbestallt gewesenen würcklichen Geheimden Rath und Gesandter wie auch Geheimder Rath und General-Salinendirector Seiner Churfürstlichen Durchlaucht zu Pfalz, des Königlich Daenischen Ordens von Danebrog und des Hertzoglich Sachsen-Weimarischen Weißen Falken Ordens Ritter“. Die Grabplatte ist heute nicht mehr vorhanden.

## Salinenprojekte
- 1725–1736: Creuzburg, Herzogtum Sachsen-Eisenach
- 1729–1740: Aigle, Republik Bern, Schweiz
- 1729: Münster am Stein, Kurfürstentum Pfalz
- 1729: Artern, Kurfürstentum Sachsen
- 1735–1738: Rodenberg, Landgrafschaft Hessen Kassel
- 1736–1742 und 1764–1765: Salzungen, Herzogtum Sachsen-Meiningen
- 1736–1739: Dürkheim
- 1737–1738: Schwäbisch Hall
- 1738–1745: Rheine, Bistum Münster
- 1739–1742: Vallo, Königreich Norwegen
- 1742: Kreuznach, Kurpfalz
- 1746–1752: Bruchsal, Bistum Speyer
- 1749–1761: Sulz am Neckar
- 1752–1771: Sulza, Herzogtum Sachsen-Gotha-Altenburg
- 1755: Wimpfen
- 1767–1770: Salzuflen, Grafschaft Lippe-Detmold[5]
- 1767–1771: Orb, Kurfürstentum Mainz
- 1767–1771: Wisselsheim, Kurfürstentum Mainz
- 1771 Ober-Hörgern, Grafschaft Hohensolms

## Auszeichnungen
- Benennung des Brunnen des verkürzten Gradierwerkes I der Theodorshalle (heute Gradierwerk II) in Bad Kreuznach als „Beust-Quelle“.
- Dannebrogorden (Dänemark)
- Hausorden vom Weißen Falken (Sachsen-Weimar-Eisenach)
- Kurpfälzisch-Bayerischer Generalsalinendirektor
- Königlich-Dänischer Gesandter